# (4180) Anaxagoras
(4180) Anaxagoras ist ein Asteroid des Hauptgürtels, der am 24. September 1960 vom Forscherteam Cornelis Johannes van Houten und Tom Gehrels im Rahmen des Palomar-Leiden-Surveys entdeckt wurde.
Der Name des Asteroiden erinnert an den griechischen Philosophen und Naturforscher Anaxagoras.